# Orchestina furcillata
Espèce
Orchestina furcillata est une espèce d'araignées aranéomorphes de la famille des Oonopidae.

## Distribution
Cette espèce est endémique des Açores.

## Publication originale
- Borges & Wunderlich, 2008 : Spider biodiversity patterns and their conservation in the Azorean archipelago, with descriptions of new species. Systematics and Biodiversity, vol. 6, no 2, p. 249-282.